# 赤羽幸兵衛
赤羽幸兵衛（あかばね こうべえ、1895年 - 1983年）は、日本の鍼灸師。
1895年に栃木県に生まれ、1929年に群馬県で鍼灸師の免許を取得後、1950年、自ら病床に伏せっていた際に、手足の末端の温度感覚の変調が起きることを発見し、知熱感度測定法（井穴測定法）を考案。皮内鍼の開発や灸頭鍼、皮内鍼法、シーソー現象の提唱をする。医道の日本、日本鍼灸治療学会に論文を次々と発表する。1972年1月にはNHK総合テレビで放送されていた『不思議な世界』に出演し、その影響からか彼の治療院には多くの患者が殺到、疲労で約1ヵ月後の2月23日に脳出血で倒れて、左半身不随を患い、リハビリのために10年以上再入院と療養の闘病生活を送る。1983年逝去。享年88。娘は日本人で初めてモンテッソーリ教師となった赤羽（篠原）惠子。

## 著書
- 知熱感度測定による鍼灸治療法
- 皮内鍼法
- 灸頭針法